# Shopping-Center Hamburger Meile
Das Shopping-Center Hamburger Meile ist ein Einkaufszentrum im Hamburger Stadtteil Barmbek-Süd. Unter dem Namen Einkaufszentrum Hamburger Straße wurde es im Frühjahr 1970 eröffnet und galt in den 1970er Jahren – mit rund 50.000 m² Grundfläche – als das größte innerstädtische Einkaufszentrum Deutschlands. Im Rahmen der letzten größeren Umgestaltung und Modernisierung erhielt es im Februar 2010 den heutigen Namen.

## Entwicklung zur Geschäftsstraße

### Hamburger Straße
Die Hamburger Straße war seit dem Mittelalter Teil einer Landstraße nach Lübeck. In der ersten Hälfte des 19. Jahrhunderts hieß diese Straße noch Hauptstraße. Im Jahr 1862 wurde der Feldweg von Barmbek nach Hamburg als Hamburger Straße benannt. Ab dem Jahre 1867 wurde sie durch eine Pferdebahn ab Hamburg-Rathaus über Hohenfelde/Uhlenhorst nach Barmbek-Markt durchfahren. Ab dem Jahr 1895 verkehrten elektrische Straßenbahnen. Ab 1912 verlief parallel die Hochbahnstrecke der Ringlinie (heute U3) mit den Haltestellen Mundsburg und Wagnerstraße, letztere trägt heute den Namen Hamburger Straße.

### Kaufhäuser

Das Kaufhaus Heilbuth zwei Minuten vor der Eröffnung 1903

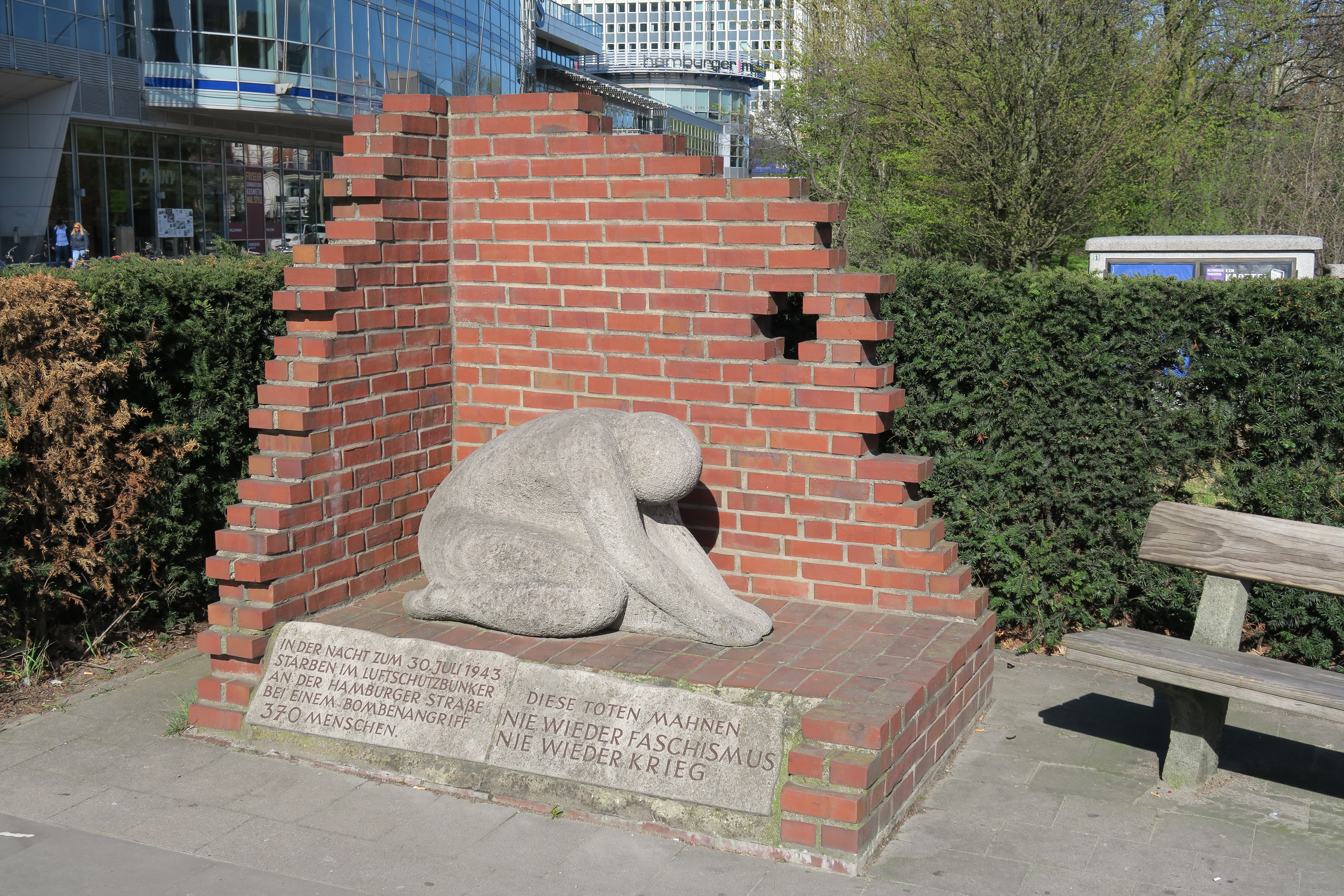
Mahnmal an der Hamburger Straße

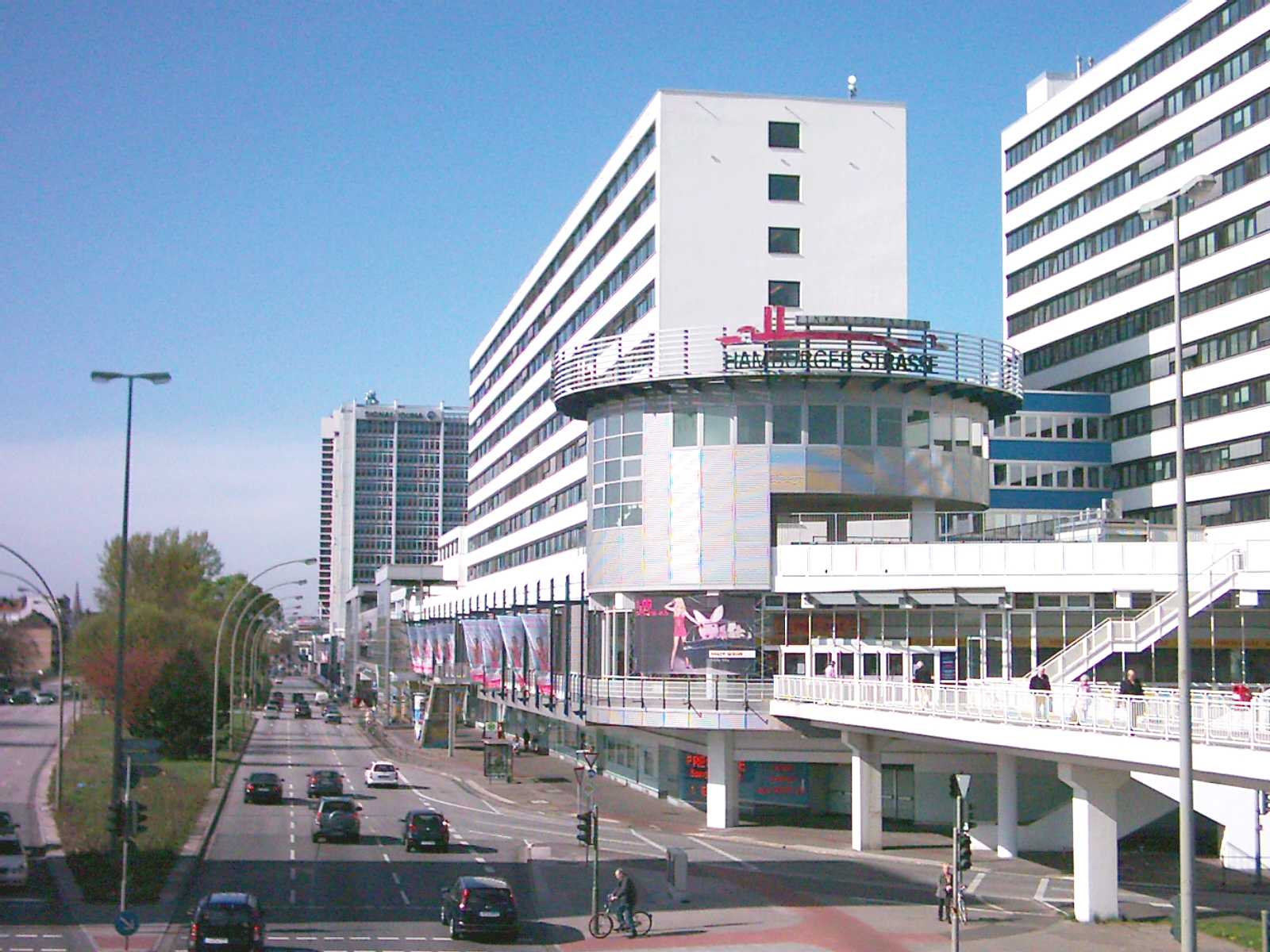
EKZ Hamburger Straße im Jahr 2007, Verlauf in Ost-West-Richtung (stadteinwärts)

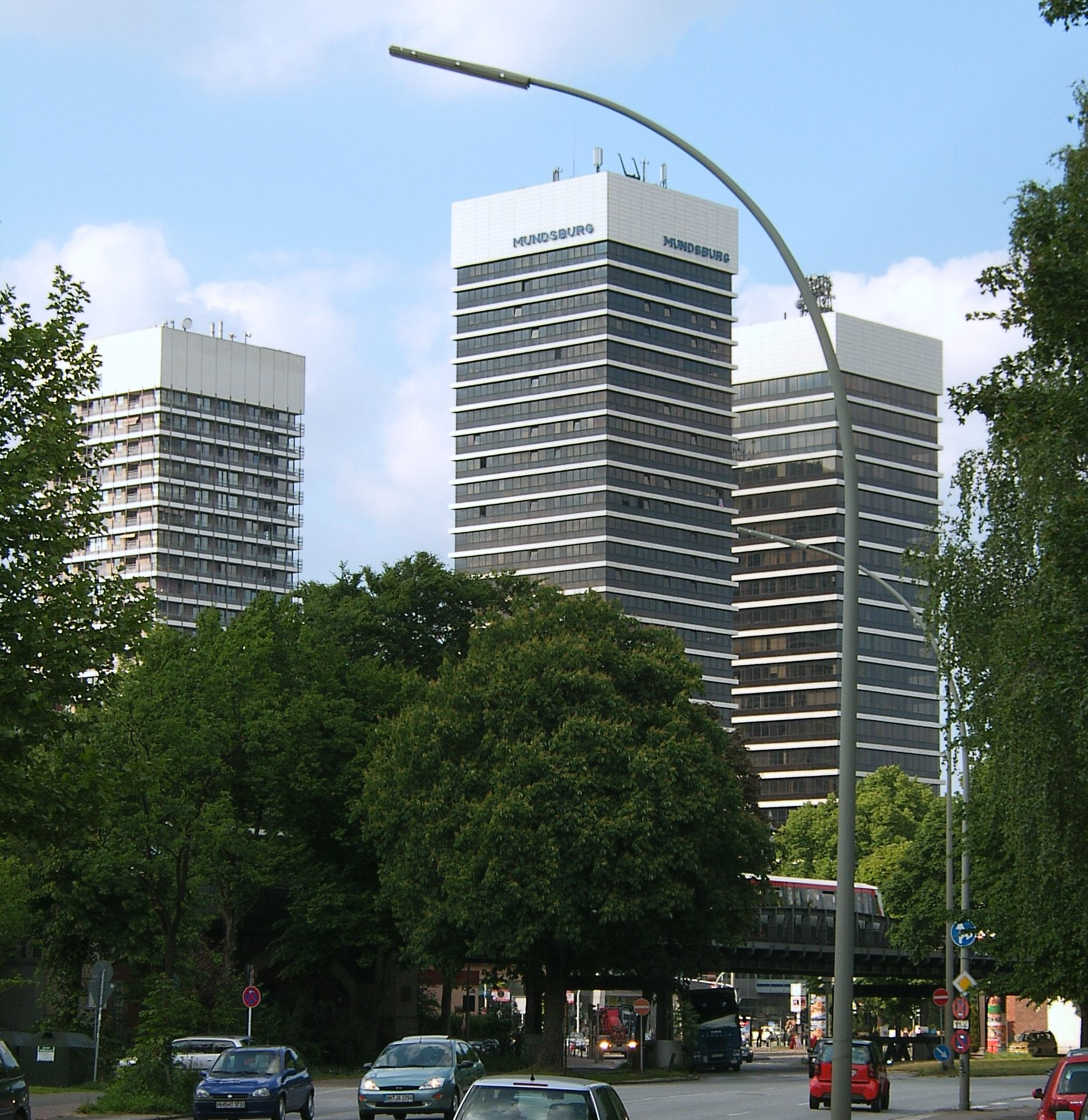
Die Mundsburg-Türme am benachbarten Mundsburg-Center

Hier wurde das Kaufhaus der Gebrüder Heilbuth bei der heutigen Adolph-Schönfelder-Straße und Desenißstraße eröffnet. Dieses wurde 1927 abgerissen und durch das Kaufhaus der Firma Rudolph Karstadt ersetzt. Am 21. März 1928 wurde es eröffnet – mit 32 Schaufenstern, 36 Meter hohem Turm, einer Sprinkleranlage und erstmals in Hamburg mit einer Rolltreppe durch alle Geschosse. Im Jahr 1938 gab es (laut Zählung durch die Geschichtswerkstatt) „in der Hamburger Straße 290 Ladengeschäfte und Gastwirtschaften.“ 
Nach dem Zweiten Weltkrieg gab es bis zum Bau des Einkaufszentrums ein C-&-A-Bekleidungshaus auf dem heutigen Mittelstreifen zur Oberaltenallee.

### Bombardierung in der Operation Gomorrha
In der Operation Gomorrha wurde Barmbek in der Nacht vom 29. auf 30. Juli 1943 durch die Bombenangriffe der Alliierten verwüstet, die fast alle Gebäude der Straße zerstörten. Das Karstadt-Kaufhaus stürzte ein, nur die Rückwand blieb erhalten. Aus dem Personalbunker wurden 1.200 Menschen gerettet. Im öffentlichen Schutzraum dagegen erstickten 370 Menschen durch einen Schwelbrand des dortigen Kohlenvorrats. Erst 1953 waren die Grundstücke von Trümmern freigeräumt. Die Hamburger Straße wurde bis in die 1960er Jahre nicht wieder aufgebaut.
An den Tod der 370 Bombenopfer erinnert ein Mahnmal gegen Krieg und Faschismus, das seit 30. Juli 1985 auf der Fußgängerinsel zwischen Hamburger Straße und Oberaltenallee beim Winterhuder Weg (an der Mundsburg-Gegend) steht. Es zeigt einen fast lebensgroßen Menschen aus Stein, der sich in einer Mauerecke schutzsuchend niederkauert. Die Plastik ist das Werk der Bildhauerin Hildegard Huza.

## Bauphasen des Einkaufszentrums

### Errichtung 1958 bis 1970
1958 einigten sich zwölf Bauherren auf die Neuerrichtung des Einkaufszentrums. Wegen der Vielzahl von Grundeigentümern dauerte es noch zehn Jahre bis zur Grundsteinlegung. Das Einkaufszentrum entstand auf einer zerbombten Fläche, wurde am 8. Mai 1970 nach 22 Monaten Bauzeit eingeweiht und ist der erste und damit älteste große Bau dieser Art in Hamburg. Es war konzipiert als ein Komplex aus Bürogebäuden, zwei Kaufhäusern (bezogen von Karstadt am westlichen und Neckermann am östlichen Ende) sowie Einzelhandelsgeschäften für Barmbek und Winterhude. Durch den neuen Baukomplex wurde die direkte Zufahrt von der Hamburger Straße zur Bachstraße und zur Bartholomäusstraße gekappt.
Der Bau wurde im Stil des Brutalismus errichtet – große unverkleidete Betonflächen, unverkleidete Versorgungsschächte. Dies fand jedoch wenig Anklang bei der Kundschaft, nach Eröffnung des Alstertal-Einkaufszentrums im Stadtteil Poppenbüttel kam es zu einem deutlichen Umsatzrückgang.

### Anbindung Mundsburg-Center
Ab 1973 entstand westlich, mit direktem Anschluss durch eine später überdachte Fußgängerbrücke über die Humboldtstraße, ein weiteres kleines Einkaufszentrum an der Hamburger Straße, das Mundsburg-Center in Verbindung mit den dortigen Hochhaustürmen.

### Modernisierung 1980 bis 2000
Nach der Errichtung des Einkaufszentrums gab es mehrere bauliche Veränderungen. Das Schiebedach der Passage wurde durch eine Glaskuppel ersetzt, 1987 entstand an der Außenpassage Hamburgs längste Glaspassage. Der Komplex wurde 1998 durch zwei Rotunden ergänzt. 
Zumeist aus den im 1. Obergeschoss befindlichen Passageflächen sind mehrere Hochhäuser zugänglich, in denen Behörden der Freien und Hansestadt Hamburg – darunter das Regionalfinanzamt Barmbek-Uhlenhorst mit einer überbezirklichen Informations- und Annahmestelle (IAS) – sowie Arztpraxen und Büros ansässig sind.

### Karstadt verlässt Einkaufszentrum
Das an der Stelle des Heilbuth-/Karstadt-Kaufhauses im Rahmen des Einkaufszentrums Hamburger Straße eingerichtete Karstadt-Möbelhaus (vormals Neckermann) wurde etwa 2004 geschlossen. Das wiedererstandene Karstadt-Kaufhaus im Rahmen des Einkaufszentrums an der Hamburger Straße Ecke Humboldtstraße wurde im Jahr 1970 eröffnet und im Frühjahr 2007 wegen der Umstrukturierung der Karstadt AG ebenfalls geschlossen. Damit zog sich Karstadt nach nahezu 80 Jahren vom traditionsreichen Standort Hamburger Straße vollkommen zurück.

### Umgestaltung 2008 bis 2010

#### Philosophie
Die Zahl der Geschäfte, Cafés und Restaurants wurde auf mehr als 150 auf 47.700 Quadratmeter Verkaufsfläche gesteigert. Erreicht werden sollen junge Käufer über zahlreiche Geschäfte mit Trend-Mode. Es gibt Parkplätze für über 2.200 Pkw, darunter auch eine Parkplatzfläche im Untergeschoss des ehemaligen Karstadt-Möbelhauses. Die Hamburger Meile bietet Arbeitsplätze für 1.200 Menschen. Von der veranschlagten Investitionssumme von 200 Millionen Euro wurden 100 Millionen für den Ankauf von Gebäudeteilen aus dem Eigentum der vorherigen Eigentümer aufgewandt, die restlichen 100 Millionen Euro werden für die Umgestaltung verwendet. Die Beleuchtung des Einkaufszentrums wird laufend den Tageslichtverhältnissen angepasst, energiesparende Leuchten werden verwendet und zertifizierter Ökostrom eingesetzt.

#### Verlängerung der Ladenstraße nach West und Ost
Die nur noch zwei Eigentümer modernisierten von Juli 2008 bis April 2010 das Einkaufszentrum. Dazu gehörte die Verlängerung der „Shopping-Mall“ von der Adolph-Schönfelder-Straße bis zur Mundsburg auf 600 Meter. Die vorhandene zentrale Ladenstraße wurde zwischen Juli 2008 bis Februar 2010 an der West-Seite zur U-Bahn-Station Mundsburg hin ins ehemalige Karstadt-Warenhaus hinein verlängert. Dort befinden sich Drogerie, Elektronikgeschäft und Bekleidungs-Shops. Bei der Eröffnung dieses westlichen Teils der Einkaufspassage am 24. Februar 2010 wurde das Einkaufszentrum Hamburger Straße in Shopping-Center Hamburger Meile umbenannt.
Vom September 2008 bis April 2010 wurde der Ostteil des Einkaufszentrums bis in das ehemalige Karstadt-Möbelhaus Richtung U-Bahn-Station Hamburger Straße verlängert.

#### Überbauung der Heitmannstraße und Außenfassade
Im Obergeschoss über der überbauten Heitmannstraße befinden sich auf 600 Quadratmeter Fläche ringförmig angeordnet eine Vielzahl von Selbstbedienungs-Fastfood-Ausgaben. In deren Mitte wurde ein gemeinsamer Sitzbereich mit Tischen (Food-Court) eingerichtet. Die Selbstbedienungsrestaurants bieten beispielsweise Hamburger, Wings, Döner, Fisch, Pizza, Kaffee, Sushi, indische und sonstige asiatische Gerichte an.
Die Außenfassade entlang der Hamburger Straße wurde 2009/2010 in Form eines durchlöcherten „geschwungenen Aluminiummantels“ verkleidet und wird zeitweise durch künstliches Licht angestrahlt.

## Management des Einkaufszentrums

### Eigentümer
Die Zahl der Grundeigentümer des Einkaufszentrums hat sich 2007 von sechs (Karstadt, Hansainvest der Signal Iduna, Herrmann Friedrich Bruhn, Haspa, Hanseatische Gesellschaft für Handel und Aufbau sowie Grundstücksgemeinschaft Block C) auf die zwei neuen Eigentümer ECE und die 1954 von Hermann Friedrich Bruhn begründete Immobilienfirma Bruhn verringert, die ihrerseits das Gemeinschaftsunternehmen Heliopolis GmbH halten.

### Center-Manager
ECE betreibt europaweit 114 Einkaufsgalerien. Das Center-Management des EKZ Hamburger Straße ist in der Mitte der Passage im 2. Obergeschoss angesiedelt. Es kümmert sich um Planung, Umbau, Reinigung, Werbung, Vermietung, Dekoration und Ausstellungen im Zentrum.

## Warenmix der Hamburger Meile
Das 700 Meter lange Einkaufszentrum verfügt über Erdgeschoss und Obergeschoss und beherbergt Modeläden, Sportläden, Schuhgeschäfte, Post, Buchläden, Papierladen, Spielgeschäfte, Blumenläden, Elektronik- und Kommunikationsgeschäfte, Apotheken, Drogerien, Bäcker, Schnellgastronomie, Lebensmittel, Frisöre, Banken, Brillengeschäfte, Reinigung, Änderungsschneiderei, Zeitungs- und Tabakgeschäfte, Ärzte, Hamburger Behörden, auch Finanzamt.

## Einzugsbereich des Einkaufszentrums

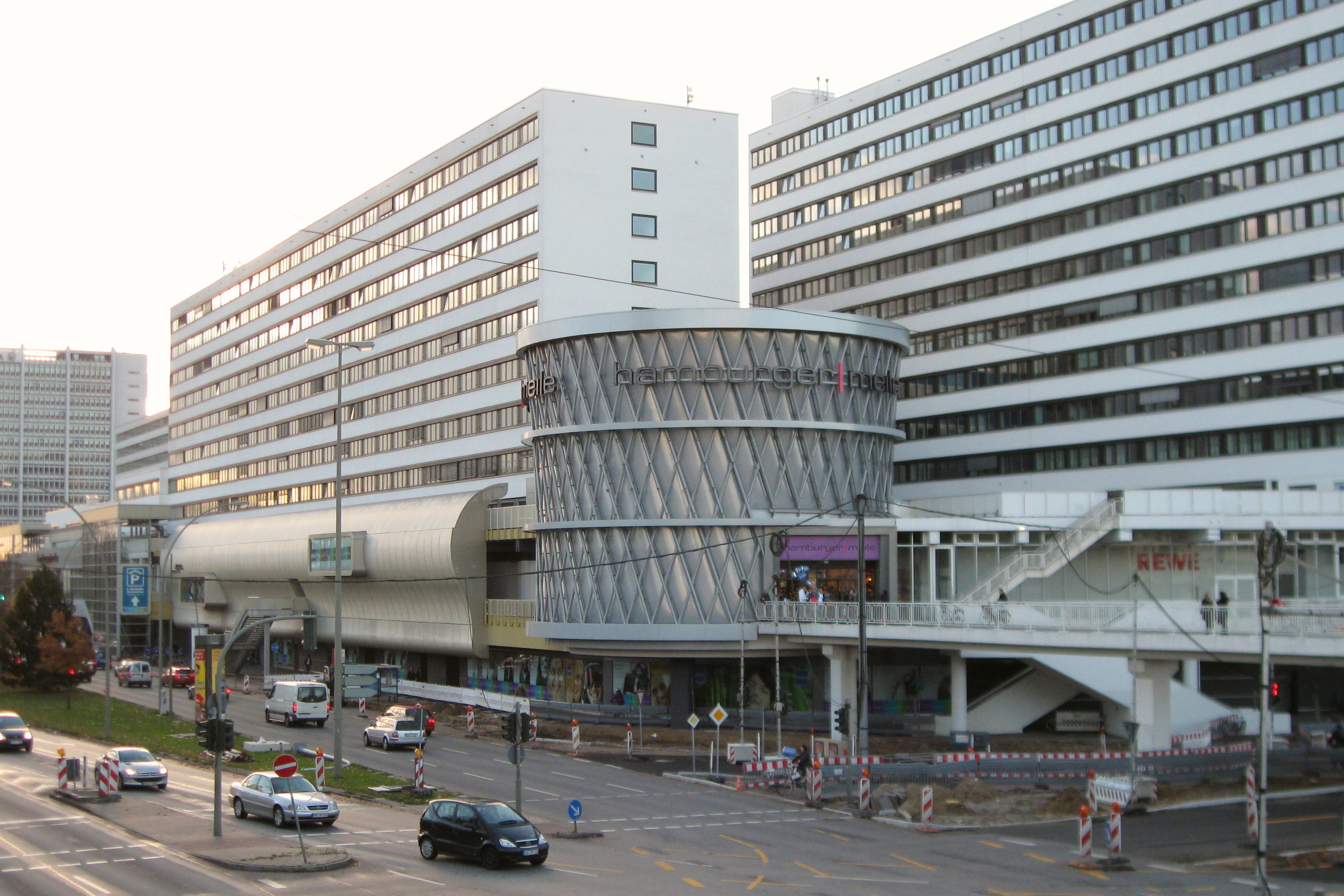
Hamburger Meile mit Brücke vom U-Bahnhof Hamburger Straße

Das Einkaufszentrum liegt zentral auf dem Weg vom Osten in die Innenstadt, hat Anschluss an die Ringbahnlinie U3 mit den Haltestellen Hamburger Straße bzw. Mundsburg, ist von dichtbebautem Wohngebiet umgeben und bietet genügend Parkhausfläche für Pkw bis 1,9 Meter Höhe. Der Besucherandrang wurde Ende des 20. Jahrhunderts auf bis zu 60.000 Personen pro Tag veranschlagt. 
Parallel zur Hamburger Straße verläuft zwischen Lerchenfeld und Wagnerstraße die Oberaltenallee, die früher durch Häuser von der Hamburger Straße getrennt war. Heute befindet sich zwischen den beiden Straßen ein Grünstreifen, der im Jahr 2007 mit unterschiedlichen Baumarten weiter aufgeforstet wurde. Die Oberaltenallee nimmt als Einbahnstraße de facto die Verkehrsströme vom Mundsburger Damm stadtauswärts auf und wird nach der Wagnerstraße zur Hamburger Straße.
Seit 16. März 2009 befindet sich das Polizeikommissariat 31 in einem Neubau, der in den Jahren 2008/2009 in der Oberaltenallee gegenüber dem Einkaufszentrum Hamburger Straße errichtet wurde.  Nach der Zusammenlegung der Polizeikommissariate 31 (Oberaltenallee) und 32 (Weidestraße) haben hier 200 Mitarbeiter für den Wachraum, den  Kriminalermittlungsdienst, Prävention und Verkehr und 16 bürgernahe Beamten ihren Arbeitsplatz. Sie betreuen die Stadtteile Uhlenhorst, Hohenfelde und Barmbek.